# دانگلشایم
دانگلشایم (به فرانسوی: Dangolsheim) یک کمون (فرانسه) در فرانسه است که در Unterelsaß واقع شده‌است. دانگلشایم ۴٫۴۷ کیلومتر مربع مساحت دارد.